# チャタム伯爵
チャタム伯爵（英: Earl of Chatham）は、イギリスの伯爵位。1766年創設のグレートブリテン貴族。
イギリス首相大ピットの爵位として知られる。

## 歴史
大ピットは平民宰相で通していたため、爵位を避けていた。代わりに妻ヘスター・ピット(1720–1803)が、1761年12月4日にチャタム女男爵に叙せられた。
しかし首相就任直後の1766年8月4日には結局大ピット自身もチャタム伯爵の爵位を受けた。
どちらの爵位も夫妻の長男であるジョン・ピットが継承したが、彼には子供がなかったので爵位は彼の死とともに消滅した。大ピットには次男ウィリアム（小ピット）もあったが、彼も子供がなく、しかも兄に先だったので爵位を継承することなく平民で生涯を終えた。

## 一覧

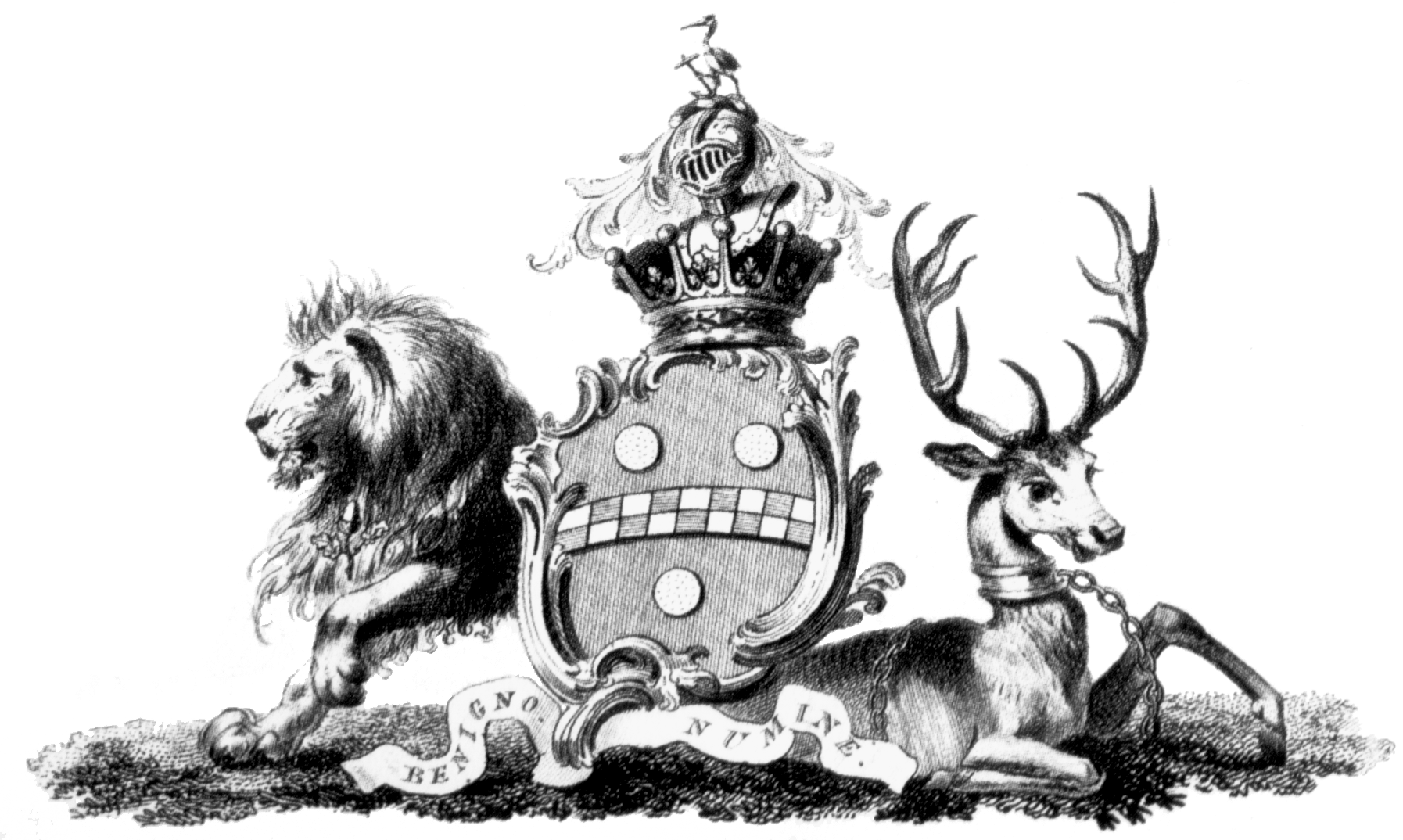
ピット家の紋章

### チャタム男爵 (1761年)
- 初代チャタム女男爵ヘスター・ピット (1720–1803)
- 2代チャタム男爵・初代チャタム伯爵ジョン・ピット（英語版） (1756–1835)

### チャタム伯爵 (1766年)
- 初代チャタム伯爵ウィリアム・ピット (1708–1778)
- 2代チャタム伯爵ジョン・ピット（英語版） (1756–1835)